# Luciano Martins Verdade
Luciano Martins Verdade (São Paulo, 24 de abril de 1963), é engenheiro agrônomo, pesquisador, professor e escritor brasileiro com destacada atuação nas áreas de ecologia aplicada e manejo de fauna. Ele está entre os cientistas mais influentes do mundo e também se dedica à literatura, sendo autor de livros de poesias.

## Publicações científicas e literárias
Como pesquisador Luciano publicou mais de 120 artigos em revistas científicas arbitradas. Além disso, publicou sete livros técnicos.
- Biodiversity in Agricultural Landscapes of Southeastern Brazil.[4][5]
- Mamíferos da Região de Angatuba.[6]
- La Conservación y Manejo de los Crocodylia de America Latina.[7][8]
- Bioenergy & Sustainability: Bridging the Gaps.[9]
- Conservação e Manejo de Jacarés e Crocodilos da América Latina.[10]
- Applied Ecology and Human Dimensions in Biological[11]
- Conservation genetics of New World crocodilians.[12]

Além da carreira acadêmica e científica, Luciano é poeta e autor de seis livros de seis poesias:
- A Cidade e o Rio, pela Editora Massao Ohno, de São Paulo (1989).[13][14]
- Pedaços de Tempo, pela RiMa Editora, de São Carlos, SP (2014).[14]
- Você Não Verá, pela Editora Multifoco, do Rio de Janeiro (2015).[15]
- Poemas da Vida Acadêmica, pela Ateliê Editoria, de Piracicaba, SP (2016).[13][14]
- Lobos na Porteira, pela RV Content, de São Paulo (2018).[13][14]
- Arquipélago, pela Kotter Editoria, de Curitiba (2024)

## Formação acadêmica e títulos
Luciano graduou-se em Engenharia Agronômica pela Escola Superior de Agricultura Luiz de Queiroz (Esalq), da Universidade de São Paulo (USP) em 1985. Em 1992, concluiu o mestrado em Ciência Animal e Pastagens pela mesma universidade, com a dissertação Manejo Reprodutivo do Jacaré-de-Papo-Amarelo (Caiman latirostris) em Cativeiro. Em 1997, obteve o Ph.D. em Wildlife Ecology and Conservation pela Universidade da Flórida, nos Estados Unidos, com a tese Morphometric Analysis of the Broad-snouted Caiman: An Assessment of Individuals' Clutch, Body Size, Sex, Age, and Area of Origin.
Luciano também alcançou o título de livre-docente em 2001 pela Universidade de São Paulo, com o trabalho Manejo de Fauna Silvestre: Sistemas de Aproveitamento Econômico.

## Carreira acadêmica e científica
Foi professor associado do Centro de Energia Nuclear na Agricultura (Cena), da Universidade de São Paulo (USP), Campus Piracicaba, entre 1998 e 2024, onde liderou o processo de criação dos cursos de Ciências Biológicas (graduação) e Ecologia Aplicada (pós-graduação).
Durante sua carreira acadêmica, participou do grupo formador do Comitê Multidisciplinar da Capes/MEC (2000-2004), da coordenação do Programa Biota/Fapespl, da SIGAP/SMAI (2014-2020), da Comissão Paulista de Biodiversidade (2016-2018), do Species Survival Commission (SSC) da IUCN (desde 1994) e da International Energy Agency (2019-2024). Tem também atuado como conselheiro do Programa de Pesquisa e Desenolvimento em Silvicultura de Espécies Nativas (PP&D-SEN) (2022-2024), COMFAUNA (a partir de 2024) e Forest Stewardship Council (FSC) (a partir de 2024). A partir de 2024 é diretor da Wildlife Management Consultancy.
Seus interesses de pesquisa incluem o manejo de fauna em paisagens agrícolas, ecologia evolutiva aplicada e os processos adaptativos de vertebrados aos impactos antrópicos. Entre as espécies estudadas, destacam-se o jacaré-de-papo-amarelo, a capivara e a tartaruga-da-Amazônia.

## Linhas de pesquisa
- Ecologia de Vertebrados: estudos sobre demografia, biologia reprodutiva e ecologia comportamental de mamíferos, aves e répteis;[18]
- Manejo de Fauna: estudos aplicados sobre conservação, uso sustentável, coexistência e monitoramento de fauna, em especial em ambientes alterados por atividades humanas;[18]
- Ecologia Evolutiva Aplicada: Estudos sobre impactos antrópicos em processos ecológico-evolutivos de vertebrados terrestres.[18]

Luciano orientou 12 teses de doutorado e 19 dissertações de mestrado.

## Reconhecimento
Ele também se dedica à integração entre ciência e arte. Seu trabalho reflete um compromisso com a conservação ambiental e o desenvolvimento da criatividade em todas as áreas da vida.) Luciano também foi um dos homenageados pela Sociedade de Bioenergia e o Programa BIOEN/FAPESP como um dos pesquisadores que participaram dos 25 anos de pesquisa em bioenergia no estado de São Paulo.
Ele foi ainda agraciado com o título de cidadão angatubense pela relevância de sua pesquisa sobre a ecologia e conservação da fauna silvestre do município.